# 최원호 (1898년)
최원호(崔瑗浩, 1898년 4월 16일 경남 김해 ~ 1980년 2월 27일)는 제2·5대 국회의원을 지낸 대한민국의 정치인이다.

## 약력
- 보성중학교 졸업
- 일본 주오 대학 이과 전문부 졸업
- 민주국민당 경남도당 위원장
- 경상북도 상공국장
- 김해산업조합 이사

## 역대 선거 결과
|  | 28.13% |

|  | 22.52% |

|  | 21.48% |

|  | 40.23% |

|  | 37.26% |

## 참고 자료
- 최원호 - 대한민국헌정회